# برونو بايس
برونو بايس (3 مايو 1982 بكامبيناس في البرازيل - ) هو لاعب كرة قدم برازيلي في مركز الدفاع. لعب مع فيهرين ساندانسكي والنادي الرياضي بكالوني.

## وصلات خارجية
- برونو بايس على موقع Soccerway.com (الإنجليزية)